# Carrier Mills
Carrier Mills é uma vila localizada no estado americano de Illinois, no Condado de Saline.

## Demografia
Segundo o censo americano de 2000, a sua população era de 1886 habitantes.
Em 2006, foi estimada uma população de 1841, um decréscimo de 45 (-2.4%).

## Geografia
De acordo com o United States Census Bureau tem uma área de
3,2 km², dos quais 3,2 km² cobertos por terra e 0,0 km² cobertos por água. Carrier Mills localiza-se a aproximadamente 133 m acima do nível do mar.

## Localidades na vizinhança
O diagrama seguinte representa as localidades num raio de 20 km ao redor de Carrier Mills.